# Parc de Mannerheim (Oulu)
Le parc de Mannerheim (finnois : Mannerheimin puisto) est un espace vert du quartier Vanhatulli à Oulu en Finlande .

## Présentation
Le parc est bordé par Kirkkokatu, Albertinkatu, Isokatu et Sepänkatu. 
Le long de Kirkkokatu, en face de l'ancien magasin Snellmann, se trouve la statue de l'Ostrobotnie du Sud d'Into Saxelin (ou Statue de la Liberté).
Au milieu du parc, on a aussi construit une fontaine dans les années 1990 dans le cadre de rénovations au début du XXe siècle. 
Le long d'Albertinkatu il y a un kiosque et une aire de jeux pour enfants.
Les plantations du parc comprennent des aubépines, des cotonéasters, des lilas, des roses, du chèvrefeuille, du charme et de l'aronia ornemental, ainsi que des pommiers et des sorbiers.
La clôture d'aubépine entoure toute la zone du parc, et de l'aubépine noire y a aussi été plantée. 
Le parc a également une rangée d'ormes lisses et d'ormes de montagne.

## Vues du parc

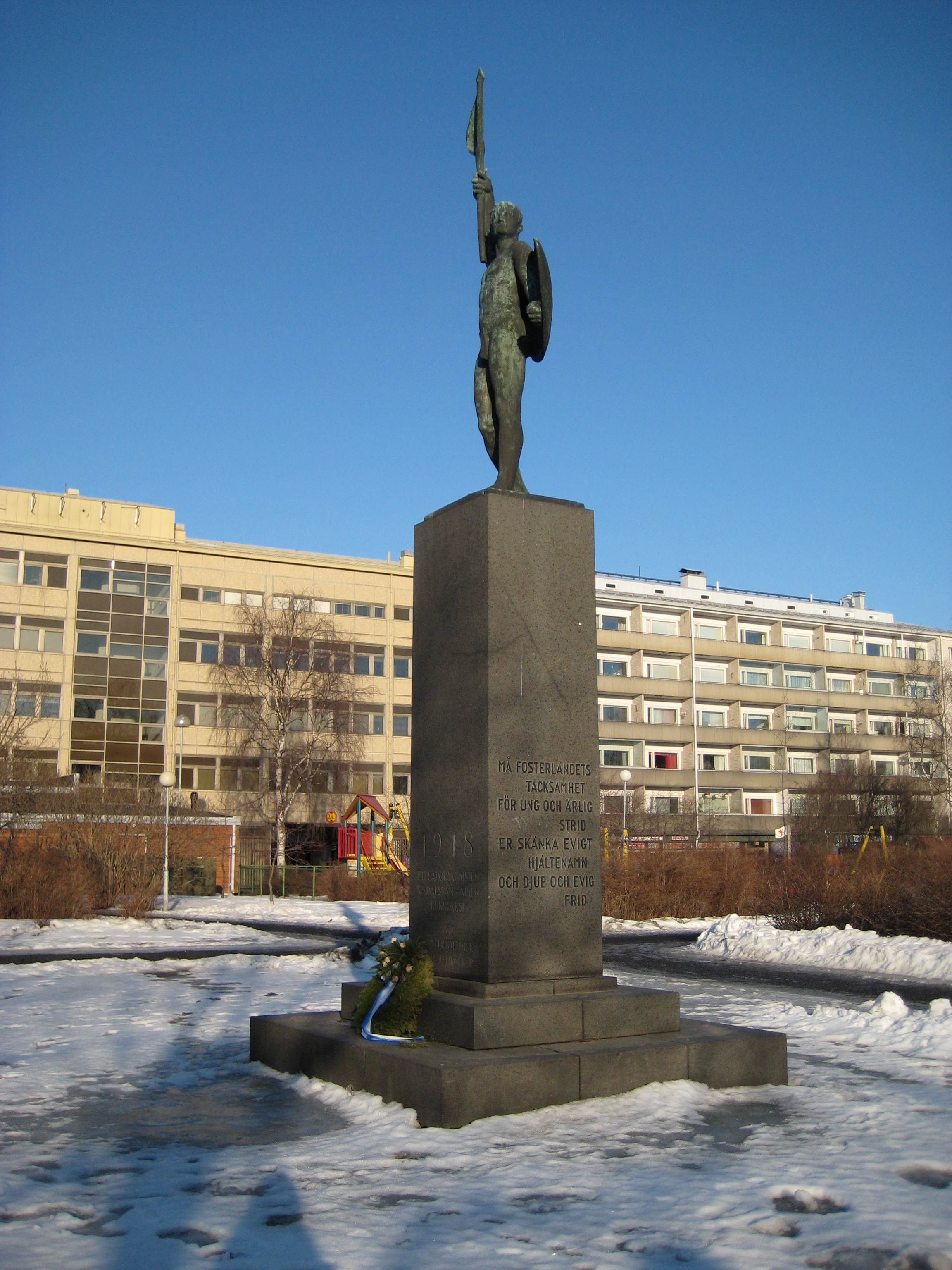
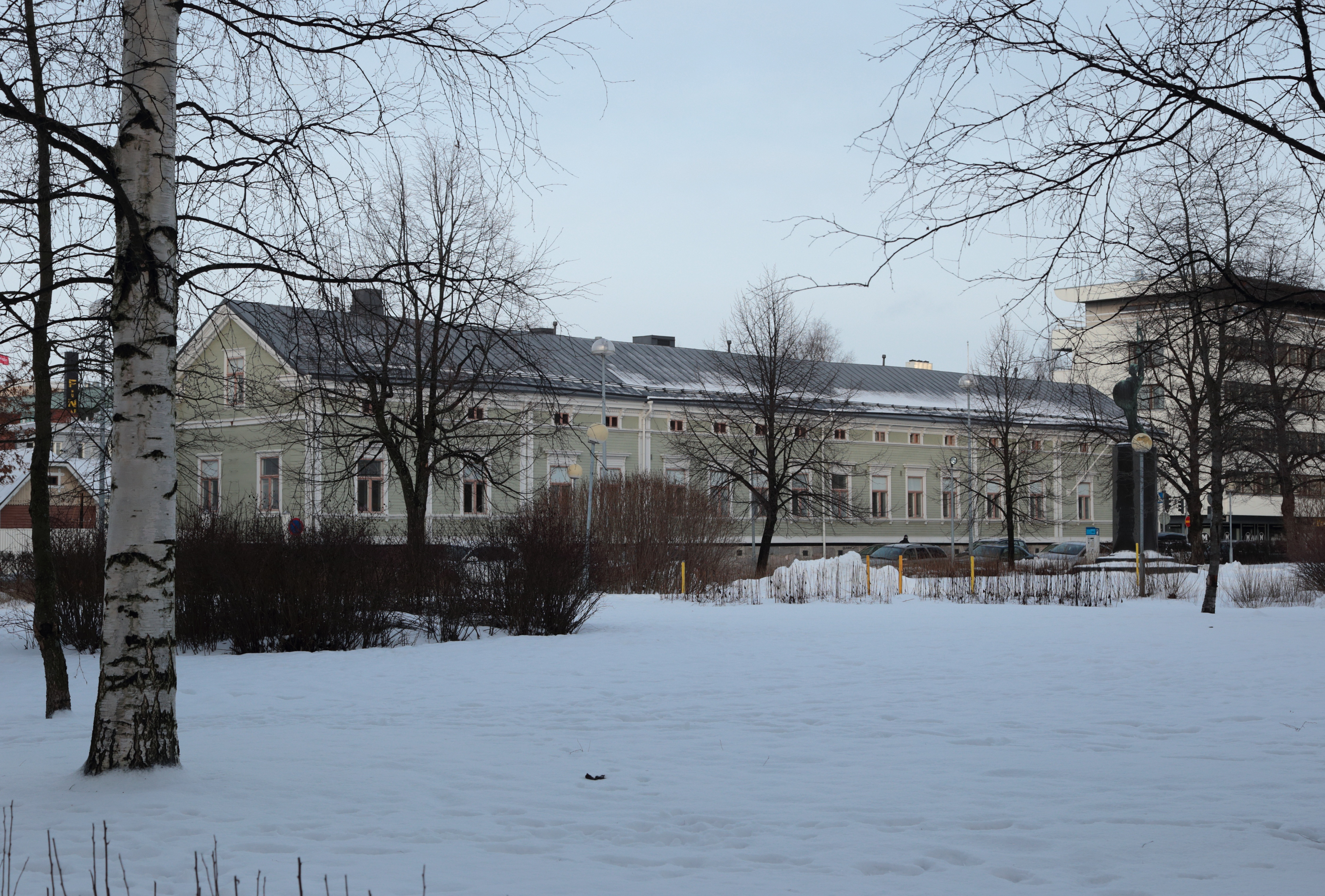
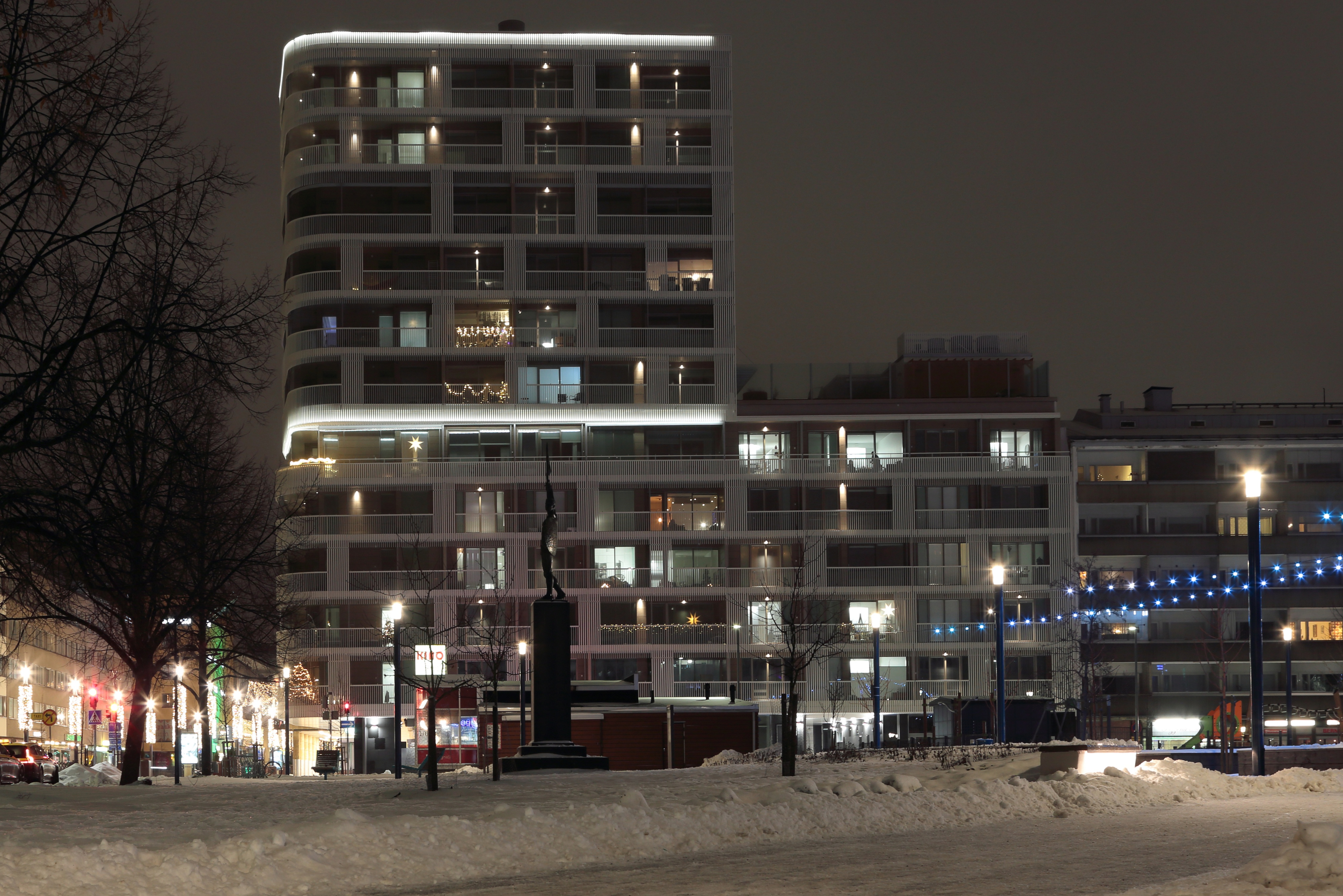
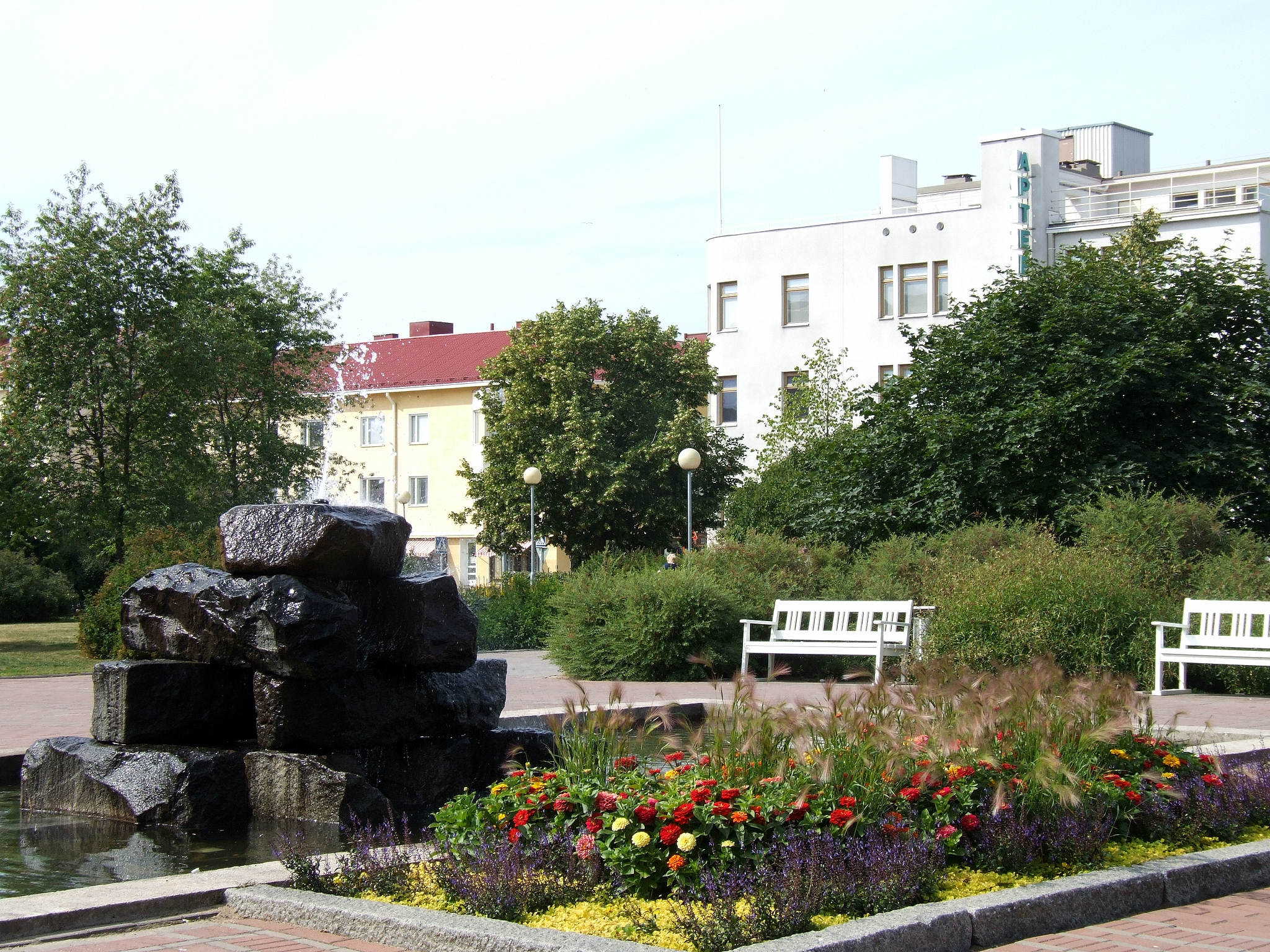
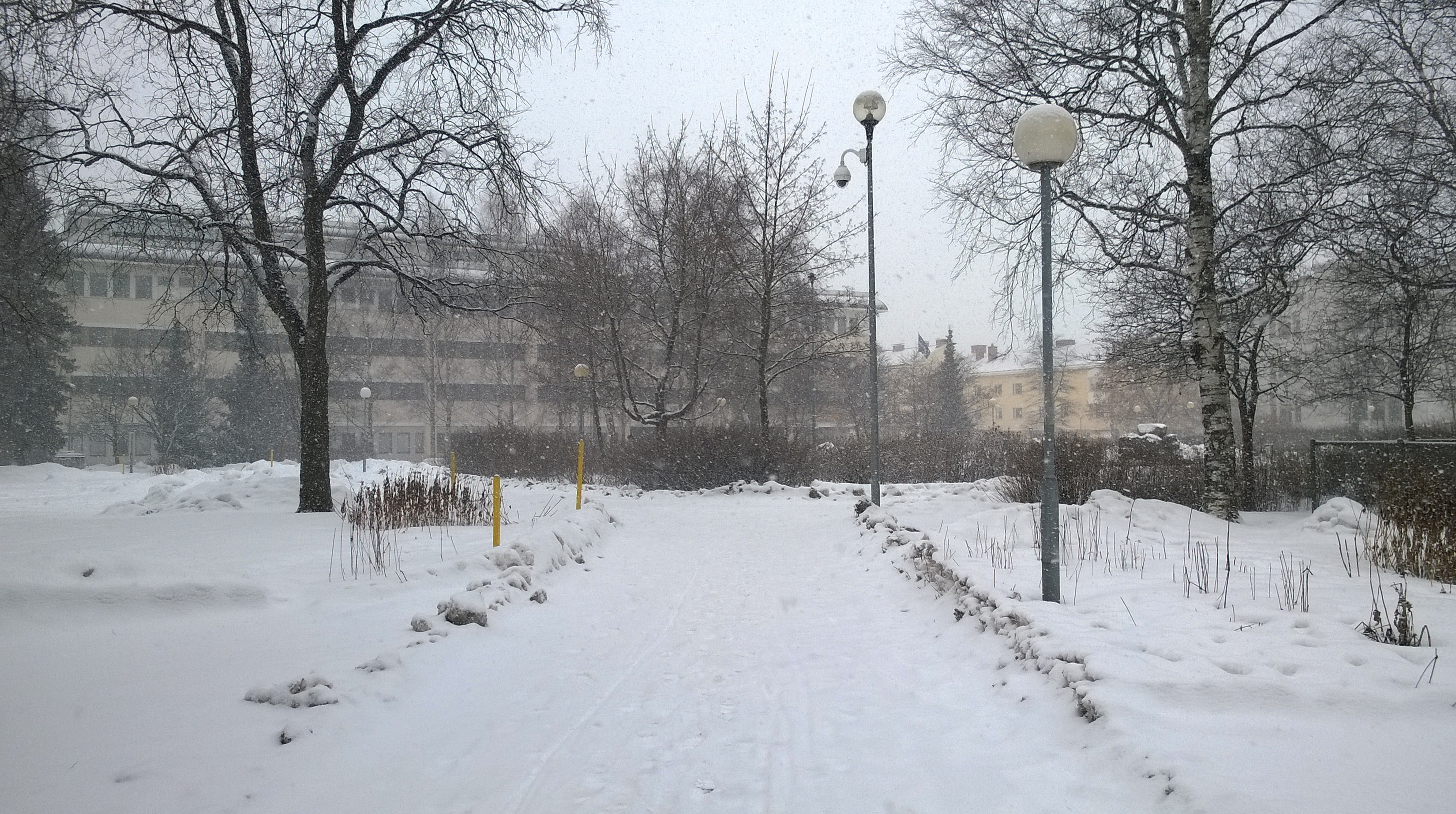
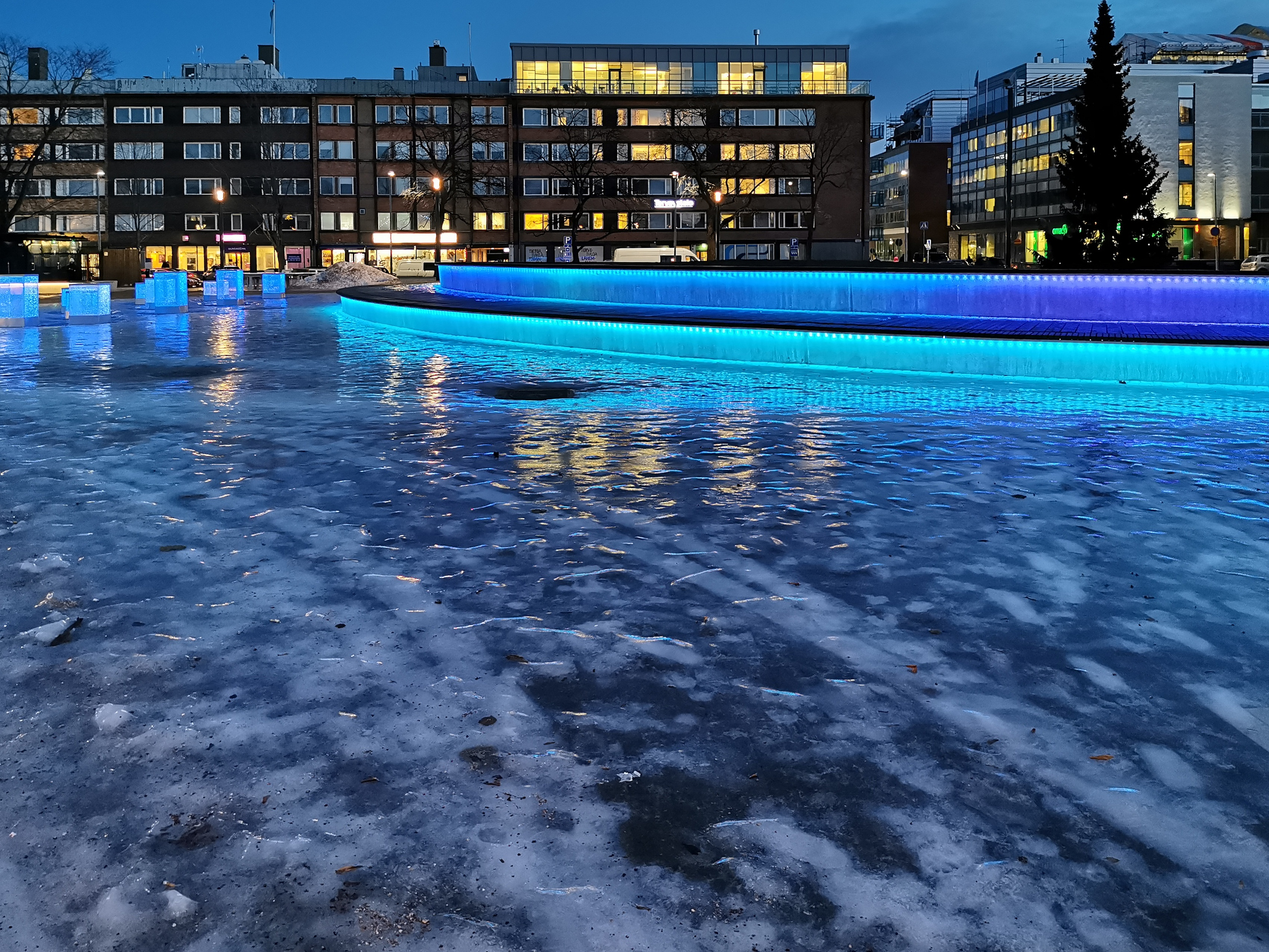
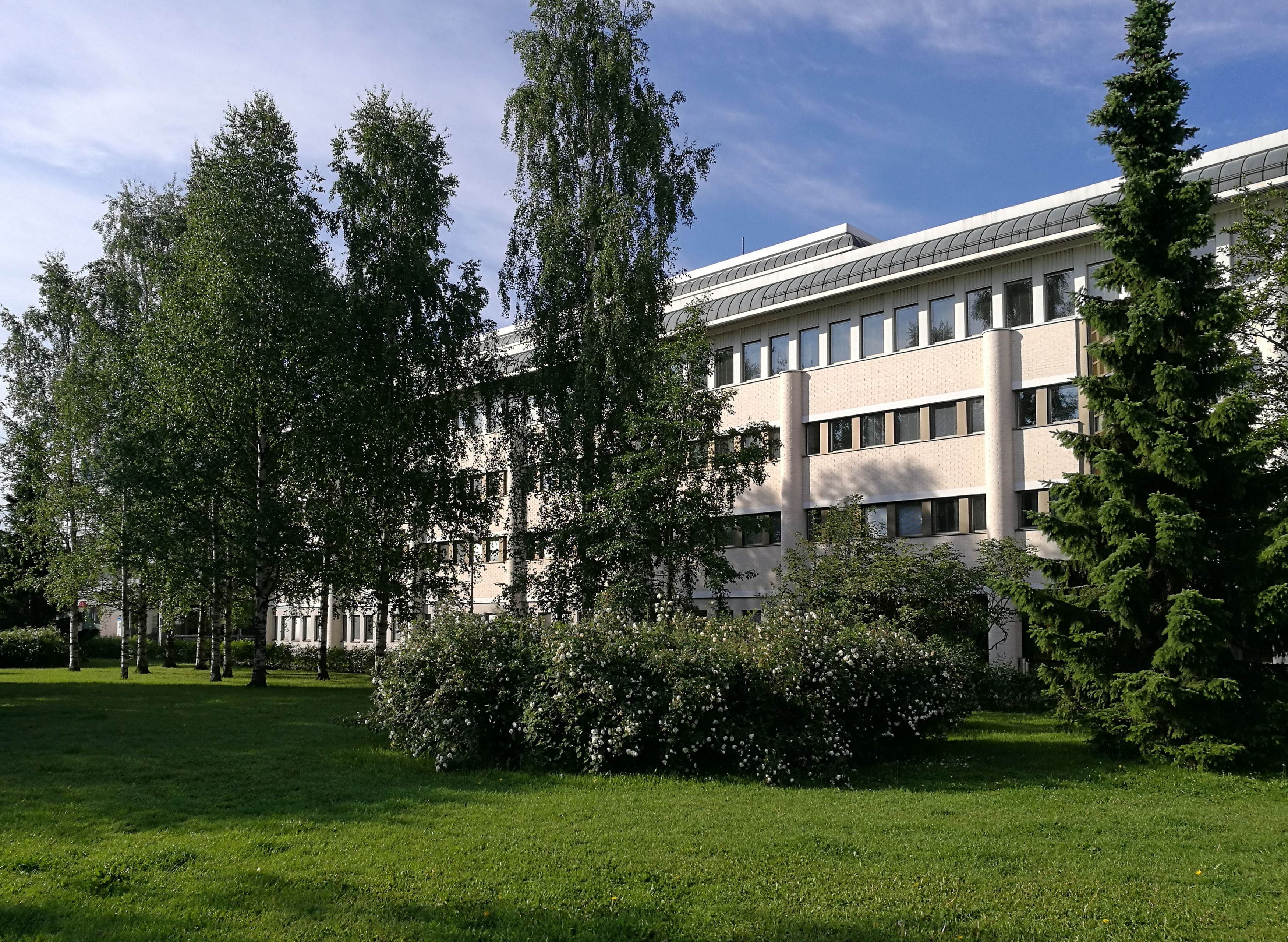